# Mourellina decussata
Mourellina decussata is een mosdiertjessoort uit de familie van de Mourellinidae. De wetenschappelijke naam van de soort is voor het eerst geldig gepubliceerd in 1926 door Harmer.